# Линия Карлсруэ

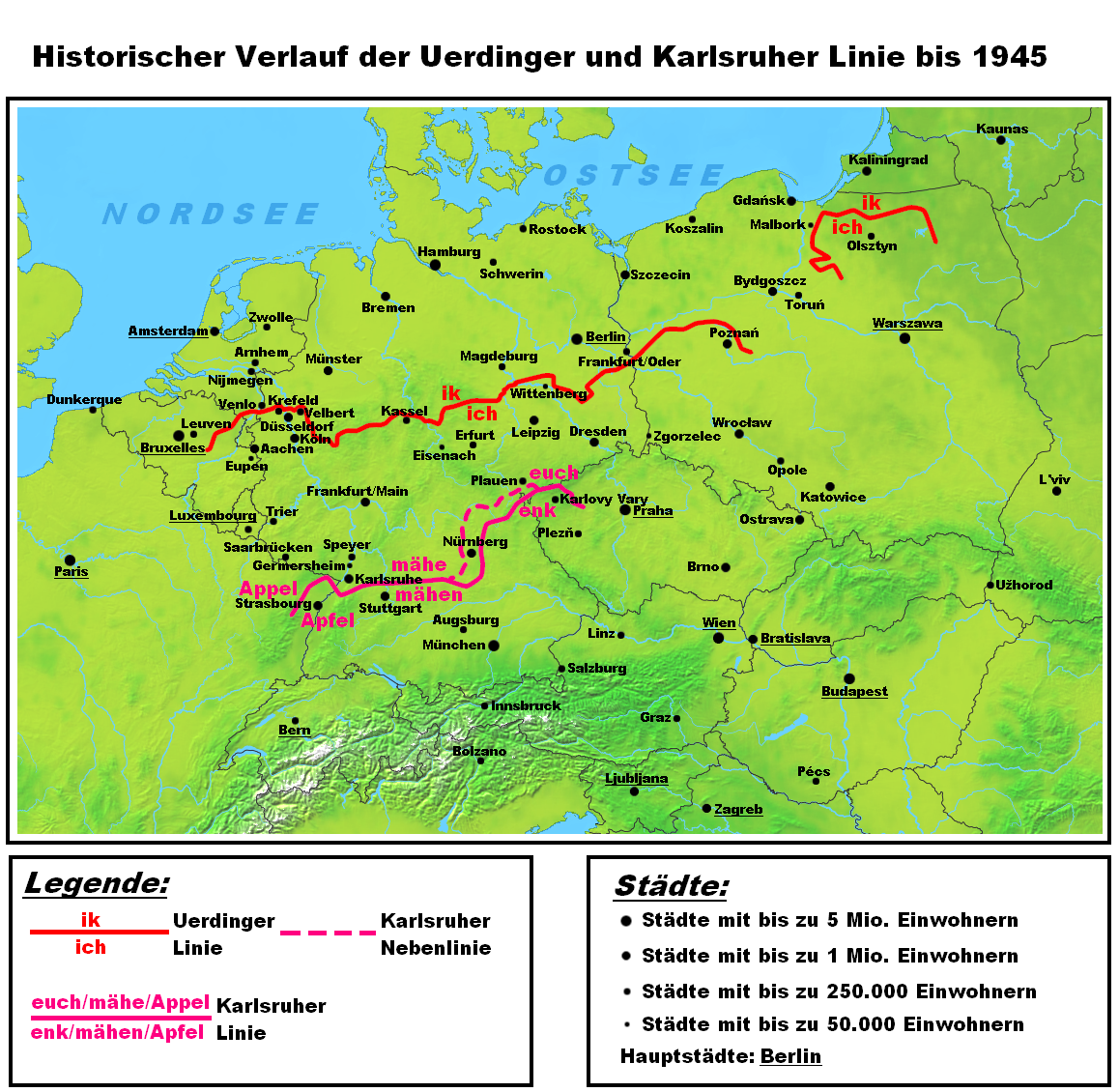
Линия Юрдингена и линия Карлсруэ

Линия Карлсруэ (нем. Karlsruher Linie) — в немецкой диалектологии обозначение двух изоглосс немецкоязычного языкового пространства, которые отделяют верхнефранкские диалекты (южно- и восточнофранкские) от алеманнских и баварских диалектов.
Первая изоглосса — часть самостоятельной линии euch-enk, отделяющей стандартный вариант местоимения второго лица множественного лица датива и аккузатива euch от баварского enk. Вторая линия — mähe-mähet — часть Вестфальской линии, отделяющая диалекты с различными окончаниями презентных глаголов во множественном числе. Таким образом, стандартная форма глагола mähen в восточнофранкских диалектах имеет вид mähe, а в алеманнских — mähet. Южнее Карлсруэ линия переходит Рейн и натыкается на изоглоссу apfel-appel.
В старой литературе по германистике, в первую очередь у Готтшеда (1748), линия Карлсруэ рассматривалась как граница между средне- и южнонемецкими диалектами. Сегодня такое представление о диалекте устарело, так как функцию границы между двумя крупнейшими группами верхненемецких диалектов берёт на себя лишь линия apfel-appel, которая в линии Карлсруэ представлена лишь частично на западе. Это было причиной неверного отнесения верхнефранкских диалектов к средненемецким, несмотря на то, что в них имеются все признаки второго верхненемецкого передвижения.
Линия проходит по цепочке Карловы Вары — Доупов — Краслице — Хеб — Аш — Вунзидель — Гольдернах — Ауэрбах — Херсбрук — Нюрнберг — Аллерсберг — Абенберг — Вайсенбург — Ёттинген — Мурхардт — Бённингхайм — Заксенхайм — Книттлинген — Нойенбюрг — Эттлинген — Вейсенбург.